# Desmond Thorne Cole
Desmond Thorne Cole (30 de octubre de 1922, Mafeking) es un lingüista, naturalista sudafricano, especialista en el género Lithops.

## Vida
Estudió lingüística, de 1946 a 1952 en la Universidad de Witwatersrand. En 1948 obtuvo el grado de bachiller, y en 1952 es promovido, con una tesis sobre el lenguaje de los setswana. De 1949 a 1953 trabajó como profesor del Departamento de Lenguas bantúes. En 1954, fue nombrado profesor, dirigiéndose hacia el campo de las lenguas africanas en la Universidad de Witwatersrand.
El 26 de junio de 1967, se casó con Naureen Adele Lambert. Y a fines de 1982, el profesor Cole se jubiló.
Hacia 1954, Cole sintió fascinación hacia las suculentas del género Lithops. En su tiempo libre, viajó, primero solo y después con su esposa, estudiando la ecología de la vegetación y comenzó a estudiar sistemáticamente.
Con los años, construyó una de las colecciones más grandes del género Lithops. Publicó sus resultados de las investigaciones, en las revistas Aloe, Excelsa, National Cactus and Succulent Journal, British Cactus and Succulent Journal. En la primera edición de la Madoqua Memoir y en 1987, publicó una visión general de las especies nativas del género Lithops en África del Sudoeste y Namibia. Y u año más tarde, la primera visión general del género actual Lithops en 40 años.

## Obra
- Introductory Notes on the Tswana language. Johannesburg, 1952 – Disertación
- An Introduction to Tswana grammar. Longmans, Green & Co. Londres 1955
- Some features of Ganda linguistic structure. Witwatersrand University Press, Johannesburg 1967
- Contributions to the History of Bantu linguistics. Witwatersrand University Press, Johannesburg 1969 – con Clement Martyn Doke
- Motšwasele II. Witwatersrand University Press, Johannesburg 1970 – con L. D. Raditladi
- Rramalebanya. Witwatersrand University Press, Johannesburg 1984
- Lithops: Flowering Stones. 1.ª ed. Acorn Books, Randburg 1988
- Lithops: Flowering Stones. 2.ª ed. Cactus & Co. 2005, ISBN 88-900511-7-5 – mit seiner Frau Naureen A. Cole

## Honores

### Membresías
Miembro de numerosas organizaciones interesadas en el estudio de las plantas suculentas.
- 1971 Organización Internacional para la Investigación de Suculentas
- Vicepresidente honorario de la „National Cactus and Succulent Society“ (1971–1982
- 1974 „Cactus and Succulent Society of Zimbabwe“
- 1974 A1976 „African Succulent Plant Society“
- 1976 „Succulent Society of South Africa“

### Eponimia
- (Aizoaceae) Lithops coleorum S.A.Hammer & R.Uijs[3]

- (Asclepiadaceae) Hoodia coleorum Plowes[4]

- (Crassulaceae) Adromischus coleorum G.Will.[5]

## Literatura
- desmond t. Cole, naureen a. Cole. Lithops: Flowering Stones. Cactus & Co. 2005. ISBN 88-900511-7-5
- mary Gunn, l.e.w. Codd. Botanical Exploration of Southern Africa: An Illustrated History of Early Botanical Literature on the Cape Flora. Biographical Accounts of the Leading Plant Collectors and Their Activities in Southern Africa from the Days of the East India Company Until Modern Times. CRC Press, 1981. ISBN 0-86961-129-1
- La abreviatura «D.T.Cole» se emplea para indicar a Desmond Thorne Cole como autoridad en la descripción y clasificación científica de los vegetales.[6]